# BlackBerry (film)
BlackBerry  este un film canadian biografic dramatic de comedie din 2023 regizat de Matt Johnson. Rolurile principale au fost interpretate de actorii Jay Baruchel, Glenn Howerton, Michael Ironside, Matt Johnson și Rich Sommer. Scenariul este scris de Matt Johnson și Matthew Miller după cartea Losing the Signal: The Untold Story Behind the Extraordinary Rise and Spectacular Fall of BlackBerry de Jacquie McNish și Sean Silcoff.

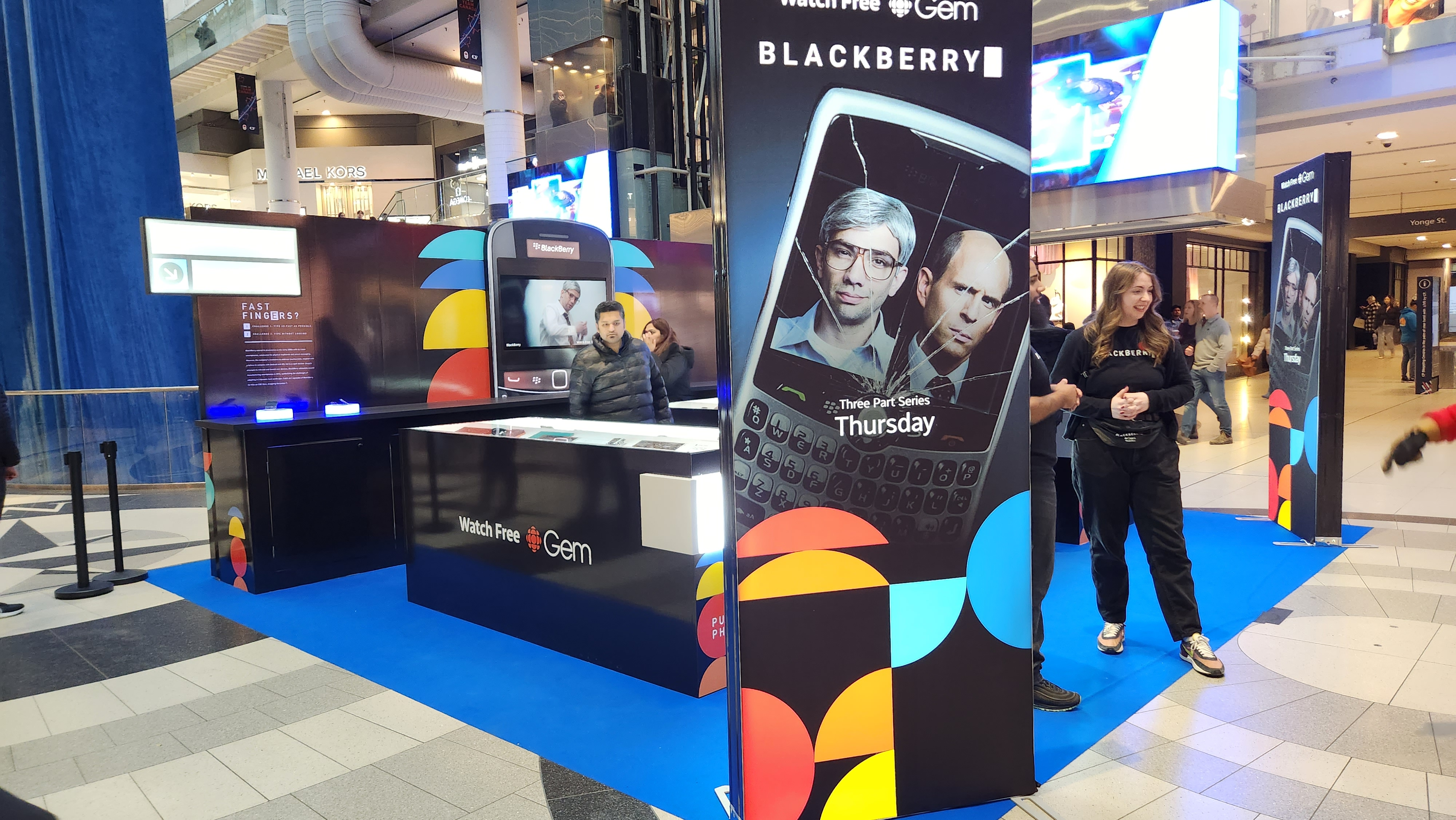

## Prezentare
Filmul este o relatare fictivă despre crearea liniei de telefoane mobile BlackBerry de către co-fondatorii Douglas Fregin și Mike Lazaridis și investitorul Jim Balsillie.

## Distribuție
- Jay Baruchel – Mike Lazaridis[3]
- Glenn Howerton – Jim Balsillie[3]
- Matt Johnson as Doug Fregin[3]
- Rich Sommer – Paul Stannos[3]
- Michael Ironside – Charles Purdy[3]
- Martin Donovan – Rick Brock
- Michelle Giroux – Dara Frankel[3]
- SungWon Cho – Ritchie Cheung[3]
- Mark Critch – Gary Bettman[4]
- Saul Rubinek – John Woodman[3]
- Cary Elwes – Carl Yankowski[3]
- Ben Petrie – Allan

## Producție și premieră
Filmul a fost anunțat în august 2022. În septembrie s-a dezvăluit că IFC Films va fi distribuitorul filmului în Statele Unite.
Premiera a avut loc la 17 februarie 2023 la cea de-a 73-a ediție a Festivalului de Film de la Berlin, în cadrul programului principal.

## Primire
Pe site-ul web al agregatorului de recenzii Rotten Tomatoes, filmul are un rating de 94%, bazat pe 18 recenzii, cu un scor mediu de 7,6/10. Filmul are pe Metacritic un rating  de 83 din 100, bazat pe 10 recenzii.